# Netzwerk-DDE
Netzwerk-DDE (auch NetDDE genannt) ist eine Erweiterung des Dynamic Data Exchange, die den Datenaustausch zwischen Programmen innerhalb eines Netzwerks ermöglicht. Ähnlich wie bei lokalem DDE gibt es dazu einen Client, der Daten anfragt, und einen Server, der Daten bereitstellt, nur dass der Server bei Netzwerk-DDE die Daten explizit für das Netzwerk freigeben muss. Ein Proxy nimmt die DDE-Anfragen der Programme an und übermittelt diese über NetBIOS an den anderen Rechner im Netzwerk, wo wiederum ein Proxy diese Anfrage dann als reguläre DDE-Anfrage weiterleitet.
Programme, die Netzwerk-DDE zur Übertragung benutzten, waren unter anderem Windows Chat sowie das Kartenspiel Hearts. Aus Sicherheitsgründen wurde Netzwerk-DDE in Windows Vista ersatzlos entfernt, nachdem es bereits in Windows XP und Windows Server 2003 standardmäßig deaktiviert war.